# Itty S. Neuhaus
Itty S. Neuhaus (bürgerlich Susanna Neuhaus-Schuck, geboren am 12. Mai 1961 in Montclair, New Jersey) ist eine amerikanische Künstlerin. Sie setzt sich in ihrer Kunst mit Geologie und Genealogie auseinander.

## Leben und Werk
Seit 2006 ist Itty S. Neuhaus Associate Professor of Art der State University of New York at New Paltz (SUNY New Paltz).
Neuhaus’ Werk dreht sich um unter der Erde, in der Tiefsee oder im Luftraum zu findende Quellen von Naturgewalten. Sie beginnt stets mit der Fotografie eines Ortes, häufig in der Arktis. In weiteren Schritten erarbeitet sie sich den ausgewählten Ort durch Tauchen, Klettern oder von einem Flugzeug oder Schiff aus. Durch die intensive Betrachtung und das Erleben eines solchen Ortes entsteht Neuhaus’ multimediales Werk. Es spürt den Wirkungen verborgener Kräfte nach, die den Planeten Erde in ungeahnter Weise verändern. Neuhaus’ Arbeit umfasst Videos, Zeichnungen, Gemälde, Skulpturen, Rauminstallationen, Performances und Fotografie.
Seit 1985 verbringt sie regelmäßig mehrmonatige Phasen als Artist in Residence, so zum Beispiel am Fine Arts Work Center in Provincetown, Massachusetts, (1991 und 1992) oder in der MacDowell Colony, Peterborough, New Hampshire, (1992, 2010, 2011). Im Jahr 2000 verbrachte sie den Sommer in der Strammür Art Colony, Hafnarfjörður, Island, und 2011 war sie Artist in Residence im Gros-Morne-Nationalpark an der Westküste Neufundlands.
Seit 1991 präsentiert Neuhaus ihre Arbeit in einer Vielzahl von Ausstellungen, überwiegend in den USA mit Schwerpunkt auf New York. 1993 erhielt sie einen One Year Studio Award des Museum National Studio Programms am MoMA PS1 und 1994 den Pollock-Krasner Foundation Grant. 1997 zeigte das Sculpture Center New York ihre Ausstellung A Bigger Container. Auch in Italien (Museo Ebraico, Venedig, 2003, und Esposizione Internazionale d’Arte, Venedig, 2009), Deutschland (Stadthaus Ulm, 2007) und Finnland (Universität Oulu, 2016) wurde ihr Werk vorgestellt. 
Nachdem sie 2011 den Traditional Fulbright Scholar Award Current Shift: Shifting Perspectives für einen Arbeitsaufenthalt in Neufundland, Labrador und Kanada erhalten hatte, wurde Neuhaus 2015 im Rahmen der Fulbright Arctic Initiative mit einem weiteren Stipendium des Fulbright Programms gefördert. Sie kooperierte mit auf Unterwasserrobotik spezialisierten Ingenieuren, Meeresbiologen, Geologen und einem Meteorologen. Daraus entstand an der Memorial University of Newfoundland in St. John’s, Kanada, das Werk Monument to an Iceberg (2016) aus Video (Zeitraffer), Fotografie und Performance. Hierfür kooperierte sie außerdem mit der Komponistin Andrea Clearfield, die die Arbeit mit einer elektronischen Komposition unter Verwendung von Klängen aus dem Eis, aufgenommen von Katie Paterson, ergänzte.
Im Jahr 2018 wurde Neuhaus im Kentler International Drawing Space, Brooklyn, New York, mit der Ausstellung An Iceberg’s Story gewürdigt. Nach einem Aufenthalt im Rahmen des Residency-Programms am Skaftfell Kunstzentrum in Seyðisfjörður im Osten Islands stellte sie im selben Jahr ihre Arbeit neben Werken von Bill Schuck und Helga Schuhr unter dem Titel Sublimation: Learning to Die in the Arctic im Hammond Museum & Japanese Stroll Garden in North Salem, New York, aus.
Anfang 2020 nahm sie an drei Ausstellungen entlang des Hudson River gleichzeitig teil, im Hudson Valley Museum of Contemporary Art MoCA, Peekskill, im Holland Tunnel ART Newburg (20/20 Vision zusammen mit 90 Ehemaligen aus Brooklyn) und im Krasdale Distribution Center in White Plains (Influenced by Nature mit Kazumi Tanaka und Deb Davidovits).
Mit zehn weiteren Künstlerinnen und Künstlern ist sie 2024 in dem auf zeitgenössisches Kunstschaffen spezialisierten New Yorker Ausstellungsort The Boiler an dem Projekt Transgressing Lands beteiligt, das sich mit dem allmählichen Verschwinden von Landschaften durch Klimawandel, Vertreibung und Krieg beschäftigt.
Itty Neuhaus ist mit dem amerikanischen Künstler Bill Schuck verheiratet.

## Deutsche Wurzeln
Itty Neuhaus ist eine Enkelin des jüdischen Kinderarztes Hugo Neuhaus, der, 1885 im schwäbischen Ellwangen geboren, mit seiner aus Laupheim stammenden Frau Marie Röschen geb. Siegheim und den zwei Kindern Gottfried, geboren 1926 in Ulm, und Barbara, geboren 1928 in Ulm, 1936 aus Deutschland emigrierte. Er hatte in seiner gutgehenden Praxis in Ulm auch nicht-jüdische deutsche Kinder behandelt und wurde dafür von der nationalsozialistisch durchdrungenen Stadtverwaltung und Presse stark unter Druck gesetzt. Der Lebensweg von Hugo Neuhaus ist verwoben mit dem seines Freundes, des ebenfalls aus Laupheim stammenden Jugendstilkünstlers Friedrich Adler, der 1942 im KZ Auschwitz-Birkenau vom NS-Regime ermordet wurde. Hugo Neuhaus verstarb 1959 in Freeport (New York).
Die konträre Entwicklung der Schicksale der beiden deutschen jüdischen Familien ist in der mittlerweile amerikanischen Familie Neuhaus stets präsent und war Anlass für Neuhaus, sich in Form einer Kunstausstellung mit ihren deutschen Wurzeln auseinanderzusetzen. Ihre Ausstellung im Stadthaus Ulm im Jahr 2007 verarbeitete in Raum- und Videoinstallationen Erinnerungen, Überlieferungen, Artefakte aus dem Familienalltag sowie von Friedrich Adler gestaltete Silberwaren.
Susanna „Itty“ Neuhaus-Schuck ist die Nichte der 2011 im Alter von 82 Jahren verstorbenen Professorin Barbara Neuhaus, ehemals Dekanin der Fakultät für Arbeitsmedizin an der Columbia University.